# Station Dobrynka
Station Dobrynka is een spoorwegstation in de Poolse plaats Dobrynka.